# Korfball-Regionalliga Nord-West
Die Regionalliga Nord-West ist die höchste Korfballliga in Deutschland. Sie wird seit der Saison 2007/2008 im DTB ausgetragen.
In der Regionalliga spielen 6 Mannschaften. Gespielt werden Hin- und Rückrunde. Am Ende der Saison qualifiziert sich der Erstplatzierte als Deutscher Meister für den IKF Europa Cup.
Aktueller Titelträger ist die SG Pegasus Rommerscheid.

## Vereine
Seit der Gründung der Liga 2007 spielten 8 Vereine in dieser Spielklasse.
- Henrichenburger KC Albatros
- KC Grün-Weiß Castrop-Rauxel
- KV Adler Rauxel
- Schweriner KC
- Selmer KV
- SG Pegasus Rommerscheid
- TuS Schildgen
- TuS Wesseling

## Saison 2013/14

### Neuerungen
Zur neuen Saison kommt mit der U21-Nationalmannschaft ein weiterer Gegner dazu. Dieser spielt allerdings außer Konkurrenz und kann nicht Meister werden. Diese Maßnahme soll zur Vorbereitung auf die U21-Weltmeisterschaft 2014 dienen.

### Teilnehmende Vereine
- Henrichenburger KC Albatros
- KC Grün-Weiß Castrop-Rauxel
- KV Adler Rauxel
- Schweriner KC
- SG Pegasus Rommerscheid
- TuS Schildgen

## Meister
|      | Jahr | Meister                     | Platz 2                     | Platz 3                     |
| ---- | ---- | --------------------------- | --------------------------- | --------------------------- |
| I    | 2008 | KV Adler Rauxel             | KC Grün-Weiß ’67            | TuS Schildgen ’32           |
| II   | 2009 | KV Adler Rauxel             | HKC Albatros Henrichenburg  | Selmer KV '71               |
| III  | 2010 | KV Adler Rauxel             | Schweriner KC ’67           | TuS Schildgen ’32           |
| IV   | 2011 | KV Adler Rauxel             | SG Pegasus Rommerscheid ’91 | Schweriner KC ’67           |
| V    | 2012 | Schweriner KC ’67           | KV Adler Rauxel             | SG Pegasus Rommerscheid ’91 |
| VI   | 2013 | SG Pegasus Rommerscheid ’91 | Schweriner KC ’67           | KV Adler Rauxel             |
| VII  | 2014 | Schweriner KC ’67           | SG Pegasus Rommerscheid ’91 | KV Adler Rauxel             |
| VIII | 2015 | SG Pegasus Rommerscheid ’91 | Schweriner KC ’67           | TuS Schildgen ’32           |
| IX   | 2016 | KV Adler Rauxel             | SG Pegasus Rommerscheid ’91 | Schweriner KC ’67           |
| X    | 2017 | SG Pegasus Rommerscheid '91 | KV Adler Rauxel             | TuS Schildgen ’32           |
| XI   | 2018 | SG Pegasus Rommerscheid '91 | Schweriner KC ’67           | TuS Schildgen ’32           |
| XII  | 2019 | SG Pegasus Rommerscheid '91 | KV Adler Rauxel             | TuS Schildgen '32           |
| XIII | 2020 | KV Adler Rauxel             | TuS Schildgen '32           | SG Pegasus Rommerscheid '91 |